# Mali agenci 4D: Wyścig z czasem
Mali agenci: Wyścig z czasem w 4D lub Mali agenci 4D:Wyścig z czasem – amerykański przygodowo-komediowo-familijny z 2011 r. w reżyserii Roberta Rodrigueza.

## Obsada
- Jessica Alba – Marrisa
- Daryl Sabara – Juni Cortez
- Alexa Vega – Carmen Cortez
- Danny Trejo – Wujek Machete
- Joel McHale – Wilbur Wilson
- Rowan Blanchard - Rebecca Wilson
- Mason Cook – Cecil Wilson

## Wersja polska
Wersja polska: SDI Media Polska

Reżyseria: Joanna Węgrzynowska-Cybińska

Dialogi: Tomasz Robaczewski

Reżyseria i montaż dźwięku: Adam Łonicki

Kierownictwo produkcji: Beata Jankowska, Marcin Kopiec

Zgranie wersji polskiej: Michał Kosterkiewicz, Toya Studios

Opieka artystyczna: Dorota Eberhardt, Łukasz Putek

W wersji polskiej udział wzięli:
- Natalia Jankiewicz – Rebecca
- Franek Dziduch – Cecil
- Agnieszka Grochowska – Marissa
- Zbigniew Suszyński – Argonauta
- Waldemar Barwiński – Wilbur
- Grzegorz Pawlak –
  - Danger,
  - Tick Tock,
  - Władca czasu
- Agnieszka Kunikowska – Carmen
- Marcin Hycnar – Juni
- Grzegorz Kwiecień – News Anchor

W pozostałych rolach:
- Joanna Borer
- Bożena Furczyk – Sekretarka Dangera
- Jagoda Klińska
- Joanna Pach – Agentka #1
- Monika Węgiel – Głos komputera w domu Wilsonów
- Dariusz Błażejewski – Szef grupy naukowców
- Kacper Cybiński
- Robert Kowalski –
  - Naukowiec w OSS,
  - Ojciec Dangera
- Wojciech Socha –
  - Człowiek Tick Tocka,
  - Agent
- Robert Tondera – Szef Wilbura
- Paweł Szczesny – Kamerzysta
- Łukasz Węgrzynowski

## Miejsce kręcenia
- Film był kręcony w Austin (Teksas, USA).[1]